# Alicia Giménez Bartlett

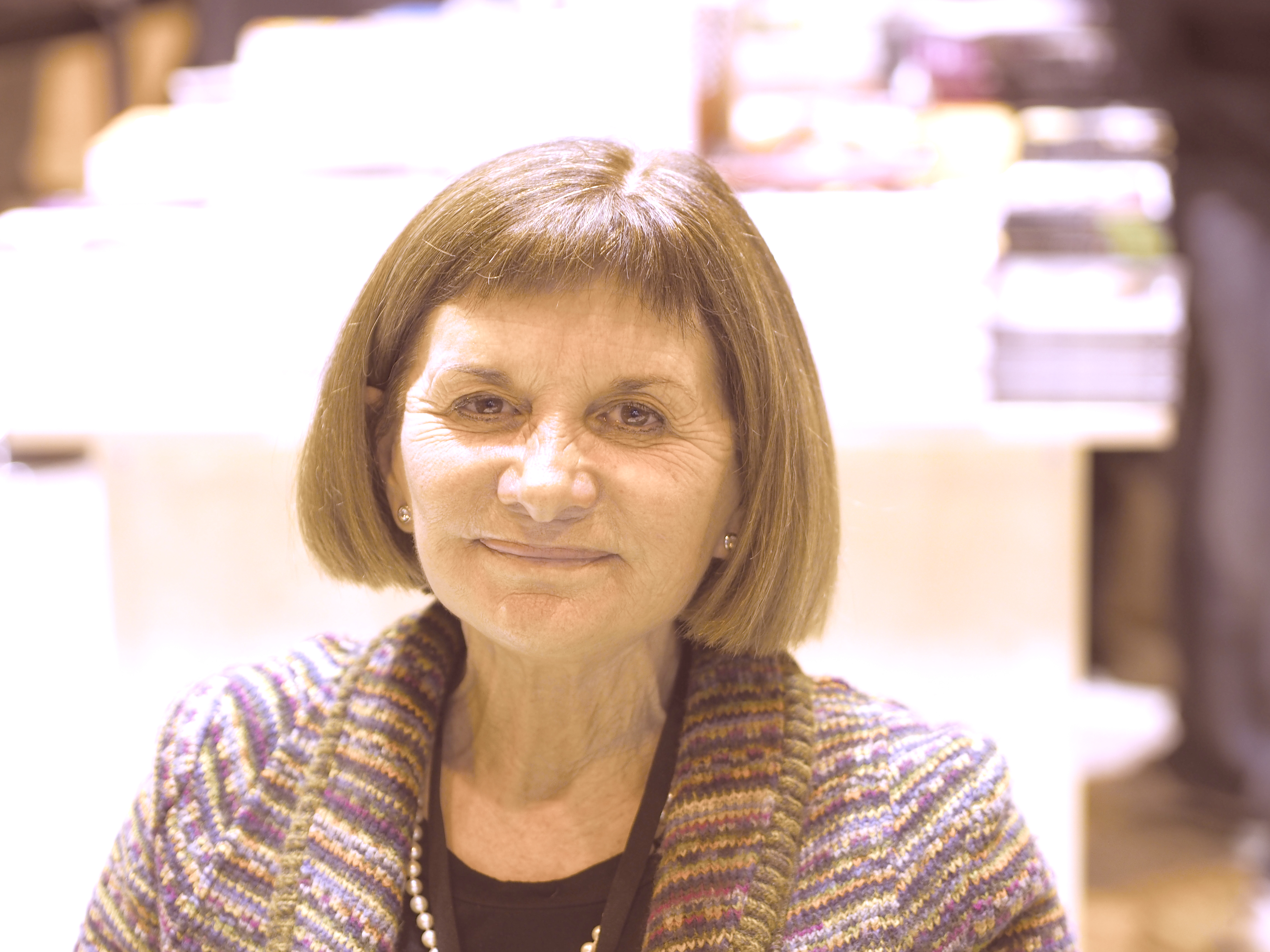
Alicia Giménez Bartlett (2013)

Dr. Alicia Giménez Bartlett (* 10. června 1951, Almansa, Albacete) je španělská spisovatelka.

## Biografie
Vystudovala na univerzitě ve Valencii španělskou filologii, doktorát o Gonzalu Torrente Ballasterovi, španělském spisovateli a literárním kritikovi, pak získala na univerzitě v Barceloně.

## Publikační činnost
Hlavními postavami jejich kriminálních povídek je inspektorka Petra Delicado a subinspektor Fermín Garzón.

### České překlady
- Bartlett Giménez, Alicia. Poslové temnoty: případy inspektorky Delicado. Brno: MOBA, 2010. 222 S. (špan. 'Mensajeros de la oscuridad'; překlad: Jana Novotná-Komárková)

- Bartlett Giménez, Alicia. Mrtvý z papíru: případy inspektorky Delicado. Brno: MOBA, 2010. 271 S. (špan. 'Muertos de papel'; překlad: Jana Novotná-Komárková)

- Bartlett Giménez, Alicia. Dny pod psa: případy inspektorky Delicado. Brno: MOBA, 2009. 263 S. (špan. 'Día de perros'; překlad: Jana Novotná-Komárková)

- Bartlett Giménez, Alicia. Nebezpečné rituály: případy inspektorky Delicado. Brno: MOBA, 2008. 240 S. (špan. 'Ritos de muerte'; Překlad: Jana Novotná)